# Beul (Bad Neuenahr)
Beul ist neben Wadenheim und Hemmessen einer der drei historischen Ortsteile von Bad Neuenahr, das heute als Stadtteil und Ortsbezirk zu Bad Neuenahr-Ahrweiler im nördlichen Rheinland-Pfalz gehört.

## Geschichte
Beul wurde im Jahre 1374 erstmals erwähnt. Die 990 laut einer Inschrift vom Kölner Erzbischof Everger geweihte St.-Willibrordus-Kirche besitzt einen spätromanischen Turm aus dem 13. Jahrhundert sowie ein Kirchenschiff von 1724. Zwischen 1786 und 1792 weilte Ludwig van Beethoven mehrfach zu Besuch auf dem Hofgut (jetzt Stadtbibliothek) der befreundeten Familie des pfalzbayerischen Hofrats Johann Heinrich Hubert Stockhausen in Beul.
Beul gehörte zum Kirchspiel Wadenheim. Nachdem das Rheinland 1815 aufgrund der Beschlüsse auf dem Wiener Kongress zu Preußen gekommen war, bildete Wadenheim eine Gemeinde, zu der auch die Dörfer Hemmessen und Beul gehörten. Die drei Orte wuchsen nach der Entdeckung der Apollinarisquelle 1852 sowie der Augusta- und Victoria-Quellen 1854 und der Eröffnung der ersten Badesaison 1859 zusammen. Die Gemeinde Wadenheim wurde 1875 in „Gemeinde Neuenahr“ umbenannt.
Seit dem 7. Juli 1969 ist Bad Neuenahr und damit auch Beul Teil der damals neu gebildeten Stadt Bad Neuenahr-Ahrweiler.